# Aeroporto El Tepual
Aeroporto El Tepual é um aeroporto público situado nas proximidades da cidade de Puerto Montt no Chile. Principal aeroporto da  região, seu código IATA é PMC.

## História
O Tepual foi construído antes do ano 1960, deve ser concluída em um assunto de urgência após o tremor de terra do mesmo ano. Ele contou que a data com uma pista principal e um terminal adaptado em um edifício com estrutura metálica. Posteriormente, foi melhorado as suas instalações. O seu nome provém do idioma mapuche tepu, um arbusto comum no sul do Chile e da Argentina

## As companhias aéreas
- LAN Airlines
  - Balmaceda /Aeroporto Balmaceda
  - Bariloche /Aeroporto Internacional Teniente Luis Candelaria
  - Punta Arenas /Aeroporto presidente Carlos Ibáñez del Campo
  - Santiago de Chile /Aeroporto Internacional Comodoro Arturo Merino Benítez
  - Temuco /Maquehue Aeroporto

- Sky Airlines
  - Balmaceda /Aeroporto Balmaceda
  - Puerto Natales /Aeroporto Tenente julho Gallardo
  - Punta Arenas /Aeroporto presidente Carlos Ibáñez del Campo
  - Santiago de Chile /Aeroporto Internacional Comodoro Arturo Merino Benítez
  - Temuco /Maquehue Aeroporto

Empresas Regionais:
- Aeropuelche
- AndesAero
- ATS-AÉREO Sul
- Dolphin Air
- Patagônia Airlines
- AeroCord